# Gainneville
Gainneville – miejscowość i gmina we Francji, w regionie Normandia, w departamencie Sekwana Nadmorska.
Według danych na rok 1990 gminę zamieszkiwało 2219 osób, a gęstość zaludnienia wynosiła 477 osób/km² (wśród 1421 gmin Górnej Normandii Gainneville plasuje się na 103. miejscu pod względem liczby ludności, natomiast pod względem powierzchni na miejscu 715.).